# Nyctemera albinotica
Nyctemera albinotica là một loài bướm đêm thuộc phân họ Arctiinae, họ Erebidae.